# 定西市
定西市（ていせいし）は、中華人民共和国甘粛省の中部に位置する地級市。

## 地理
黄河の支流である渭河が流れ、市内の水源の大部分となっている。降水が僅かな半不毛地帯で、日光が激しいが気候は涼しい。 周囲の地形は黄土の丘が殆どで、北は渓谷、南は高地である。

### 気候
| 定西市（安定区）（1981年 － 2010年）の気候                    | 定西市（安定区）（1981年 － 2010年）の気候 | 定西市（安定区）（1981年 － 2010年）の気候 | 定西市（安定区）（1981年 － 2010年）の気候 | 定西市（安定区）（1981年 － 2010年）の気候 | 定西市（安定区）（1981年 － 2010年）の気候 | 定西市（安定区）（1981年 － 2010年）の気候 | 定西市（安定区）（1981年 － 2010年）の気候 | 定西市（安定区）（1981年 － 2010年）の気候 | 定西市（安定区）（1981年 － 2010年）の気候 | 定西市（安定区）（1981年 － 2010年）の気候 | 定西市（安定区）（1981年 － 2010年）の気候 | 定西市（安定区）（1981年 － 2010年）の気候 | 定西市（安定区）（1981年 － 2010年）の気候 |
| 月                                                            | 1月                                        | 2月                                        | 3月                                        | 4月                                        | 5月                                        | 6月                                        | 7月                                        | 8月                                        | 9月                                        | 10月                                       | 11月                                       | 12月                                       | 年                                         |
| ------------------------------------------------------------- | ------------------------------------------ | ------------------------------------------ | ------------------------------------------ | ------------------------------------------ | ------------------------------------------ | ------------------------------------------ | ------------------------------------------ | ------------------------------------------ | ------------------------------------------ | ------------------------------------------ | ------------------------------------------ | ------------------------------------------ | ------------------------------------------ |
| 最高気温記録 °C （°F）                                        | 14.6 (58.3)                                | 20.3 (68.5)                                | 26.7 (80.1)                                | 29.6 (85.3)                                | 31.2 (88.2)                                | 32.0 (89.6)                                | 35.1 (95.2)                                | 34.2 (93.6)                                | 31.0 (87.8)                                | 24.9 (76.8)                                | 20.9 (69.6)                                | 15.4 (59.7)                                | 35.1 (95.2)                                |
| 平均最高気温 °C （°F）                                        | 1.1 (34)                                   | 4.1 (39.4)                                 | 9.4 (48.9)                                 | 16.1 (61)                                  | 20.6 (69.1)                                | 23.8 (74.8)                                | 25.9 (78.6)                                | 24.7 (76.5)                                | 19.8 (67.6)                                | 13.8 (56.8)                                | 8.4 (47.1)                                 | 3.1 (37.6)                                 | 14.2 (57.6)                                |
| 日平均気温 °C （°F）                                          | −6.9 (19.6)                                | −2.9 (26.8)                                | 2.5 (36.5)                                 | 8.7 (47.7)                                 | 13.6 (56.5)                                | 17.1 (62.8)                                | 19.3 (66.7)                                | 18.3 (64.9)                                | 13.7 (56.7)                                | 7.5 (45.5)                                 | 0.9 (33.6)                                 | −5.0 (23)                                  | 7.2 (45)                                   |
| 平均最低気温 °C （°F）                                        | −12.9 (8.8)                                | −8.3 (17.1)                                | −2.7 (27.1)                                | 2.6 (36.7)                                 | 7.3 (45.1)                                 | 11.0 (51.8)                                | 13.6 (56.5)                                | 13.0 (55.4)                                | 8.9 (48)                                   | 2.7 (36.9)                                 | −4.4 (24.1)                                | −10.7 (12.7)                               | 1.7 (35.1)                                 |
| 最低気温記録 °C （°F）                                        | −25.5 (−13.9)                              | −22.1 (−7.8)                               | −14.8 (5.4)                                | −8.0 (17.6)                                | −2.8 (27)                                  | 2.6 (36.7)                                 | 4.3 (39.7)                                 | 5.0 (41)                                   | −1.3 (29.7)                                | −10.4 (13.3)                               | −18.1 (−0.6)                               | −29.7 (−21.5)                              | −29.7 (−21.5)                              |
| 降水量 mm （inch）                                            | 3.2 (0.126)                                | 4.1 (0.161)                                | 11.1 (0.437)                               | 24.3 (0.957)                               | 46.7 (1.839)                               | 53.3 (2.098)                               | 68.3 (2.689)                               | 85.0 (3.346)                               | 45.6 (1.795)                               | 30.1 (1.185)                               | 3.8 (0.15)                                 | 1.6 (0.063)                                | 377.1 (14.846)                             |
| % 湿度                                                        | 61                                         | 59                                         | 58                                         | 55                                         | 56                                         | 63                                         | 67                                         | 70                                         | 72                                         | 72                                         | 65                                         | 60                                         | 63                                         |
| 出典：“中国气象数据网”. 国家气象信息中心. 2021年4月17日閲覧。 |                                            |                                            |                                            |                                            |                                            |                                            |                                            |                                            |                                            |                                            |                                            |                                            |                                            |

## 歴史
歴史は古く、黄河上流文明の重要な発祥地である。新石器時代の馬家窯文化、斉家文化、寺窪文化、辛甸文化などがあった。古よりシルクロードの要衝としてヨーロッパとアジアを結ぶ経路にして、甘粛省の省都蘭州市より僅か98kmで東の入り口として栄えた。
2013年7月の甘粛地震での被害は、少なくとも94人が死亡、500人以上の人が負傷。

## 行政区画
1市轄区・6県を管轄する。
- 市轄区：安定区
- 県：通渭県・隴西県・臨洮県・渭源県・漳県・岷県

| 定西市の地図                                 |
| -------------------------------------------- |
| 安定区 通渭県 隴西県 渭源県 臨洮県 漳県 岷県 |

### 年表
この節の出典

#### 岷県専区
- 1949年10月1日 - 中華人民共和国甘粛省岷県分区が成立。岷県・臨潭県・漳県・渭源県・会川県・隴西県・チョネ設治局が発足。(6県1設治局)
- 1949年12月 - 岷県分区が岷県専区に改称。(6県1設治局)
- 1950年5月25日 
  - チョネ設治局が自治区に移行し、チョネ自治区となる。
  - チョネ自治区が省直轄県級行政区となる。
  - 岷県が武都専区に編入。
  - 臨潭県が臨夏専区に編入。
  - 渭源県・会川県が定西専区に編入。
  - 漳県・隴西県が天水専区に編入。

#### 定西地区
- 1949年12月 - 甘粛省会寧分区が定西専区に改称。(8県)
- 1949年12月5日 - 景泰県が武威専区に編入。(7県)
- 1950年5月25日 (7県)
  - 海原県・西吉県・静寧県が平涼専区に編入。
  - 臨夏専区臨洮県・洮沙県、岷県専区渭源県・会川県を編入。
  - 洮沙県が臨洮県に編入。
- 1953年9月12日 - 楡中県の一部が靖遠県に編入。(7県)
- 1953年9月21日 - 天水専区通渭県の一部が会寧県に編入。(7県)
- 1953年9月 - 靖遠県の一部が平涼専区海原県に編入。(7県)
- 1954年3月26日 - 会川県の一部が甘南チベット族自治区チョネ自治区に編入。(7県)
- 1956年1月 - 皋蘭県、天水専区隴西県・通渭県、張掖専区景泰県・永登県を編入。(12県)
- 1956年4月19日 - 皋蘭県の一部が永登県に編入。(12県)
- 1956年4月24日 - 靖遠県の一部が景泰県に編入。(12県)
- 1956年6月12日 (12県)
  - 会寧県の一部が靖遠県、固原回族自治州西吉県、平涼専区静寧県に分割編入。
  - 靖遠県・定西県、固原回族自治州西吉県の各一部が会寧県に編入。
- 1956年8月20日 - 永登県の一部が張掖専区天祝チベット族自治県に編入。(12県)
- 1956年10月18日 - 皋蘭県の一部が景泰県に編入。(12県)
- 1956年10月20日 - 永登県の一部が張掖専区古浪県に編入。(12県)
- 1956年10月25日 (12県)
  - 通渭県の一部(吉川区新土屏郷・金城郷の各一部)が天水専区秦安県に編入。
  - 天水専区秦安県の一部(古城郷)が通渭県に編入。
- 1957年5月10日 - 固原回族自治州海原県の一部が靖遠県に編入。(12県)
- 1957年9月25日 - 通渭県の一部が隴西県に編入。(12県)
- 1957年10月16日 - 永登県の一部が張掖専区天祝チベット族自治県に編入。(12県)
- 1958年2月21日 (12県)
  - 定西県の一部が隴西県に編入。
  - 楡中県の一部が定西県・皋蘭県に分割編入。
- 1958年3月7日 (12県)
  - 皋蘭県の一部が楡中県・永登県・臨洮県、蘭州市七里河区、臨夏回族自治州永靖県に分割編入。
  - 永登県の一部が皋蘭県に編入。
- 1958年3月8日 - 景泰県の一部が銀川専区中衛県に編入。(12県)
- 1958年4月4日 (10県)
  - 会川県が渭源県、天水専区武山県に分割編入。
  - 景泰県が皋蘭県に編入。
- 1958年4月11日 - 皋蘭県・靖遠県の各一部が合併し、地級市の白銀市となる。(10県)
- 1958年6月11日 - 渭源県の一部が天水専区岷県に編入。(10県)
- 1958年7月1日 - 天水専区武山県の一部が渭源県に編入。(10県)
- 1958年7月26日 - 楡中県の一部が蘭州市阿干区に編入。(10県)
- 1958年10月25日 - 白銀市を編入。白銀市が県級市に降格。(1市10県)
- 1958年12月16日 - 天水専区岷県を編入。(1市11県)
- 1958年12月20日 (1市8県)
  - 渭源県が隴西県・臨洮県に分割編入。
  - 皋蘭県が白銀市、蘭州市安寧区・西固区に分割編入。
  - 永登県が蘭州市に編入。
  - 天水専区宕昌県の一部が岷県に編入。
  - 楡中県の一部が蘭州市城関区に編入。
- 1959年1月23日 - 靖遠県の一部が白銀市に編入。(1市8県)
- 1959年7月14日 - 臨洮県の一部が蘭州市七里河区に編入。(1市8県)
- 1960年11月17日 (7県)
  - 白銀市が地級市の白銀市に昇格。
  - 靖遠県が白銀市に編入。
- 1961年11月15日 - 臨洮県・岷県が臨洮専区に編入。(5県)
- 1961年12月15日 (5県)
  - 隴西県の一部が臨洮専区臨洮県の一部と合併し、臨洮専区渭源県となる。
  - 蘭州市七里河区の一部が楡中県に編入。
- 1962年6月9日 - 蘭州市城関区の一部が楡中県に編入。(5県)
- 1963年10月23日 (9県)
  - 臨洮専区臨洮県・渭源県、白銀市皋蘭県・靖遠県を編入。
  - 蘭州市白銀区の一部が皋蘭県に編入。
- 1964年5月31日 (9県)
  - 蘭州市七里河区の一部が楡中県・臨洮県に分割編入。
  - 蘭州市白銀区の一部が皋蘭県・靖遠県に分割編入。
- 1964年7月5日 (9県)
  - 靖遠県の一部が蘭州市白銀区に編入。
  - 蘭州市白銀区の一部が皋蘭県に編入。
- 1965年7月28日 - 蘭州市七里河区の一部が皋蘭県に編入。(9県)
- 1967年9月6日 - 平涼専区静寧県の一部が会寧県に編入。(9県)
- 1969年9月4日 - 定西専区が定西地区に改称。(9県)
- 1970年3月25日 - 楡中県・皋蘭県が蘭州市に編入。(7県)
- 1985年5月14日 (7県)
  - 天水地区漳県、武都地区岷県を編入。
  - 会寧県・靖遠県が白銀市に編入。
- 1985年9月2日 - 岷県の一部が甘南チベット族自治州テウォ県に編入。(7県)
- 2003年4月4日 - 定西地区が地級市の定西市に昇格。

#### 臨洮専区
- 1961年11月15日 - 定西専区臨洮県・岷県を編入。臨洮専区が成立。(2県)
- 1961年12月15日 (4県)
  - 天水専区武山県の一部が分立し、漳県が発足。
  - 岷県の一部が武都専区武都県の一部と合併し、武都専区宕昌県となる。
  - 臨洮県の一部が定西専区隴西県の一部と合併し、渭源県が発足。
- 1963年10月23日 
  - 臨洮県・渭源県が定西専区に編入。
  - 漳県が天水専区に編入。
  - 岷県が武都専区に編入。

#### 定西市
- 2003年4月4日 - 定西地区が地級市の定西市に昇格。(1区6県)
  - 定西県が区制施行し、安定区となる。

## 経済
定西の土壌と気候は薬草やジャガイモの成長に極めて適し、漢方薬の材料が300種を超え豊富で党参や岷県の当帰は国内外に名を馳せる。地産のジャガイモは形がよく、質も優れ、持ちがよく、澱粉の含量が高い。日照が足り、昼夜の気温差が大きいため、地産の花は色が鮮やかで、香気もよい。各種キノコの栽培にも適している。
安定区でのヤムイモ栽培量は中国一である。定西のサンショウ、クルミ、アンズ他の果物は乾燥して輸出されており有名。
また、鉱産資源には紅柱石、大理石、花崗岩、金などが比較的多い。水エネルギー資源の蓄積量は87.84万キロワットに達する。

## 交通
鉄道は隴海線と徐蘭旅客専用線、道路はG309国道、G312国道、G212国道、G316国道が通過し、特にここ数年来隴海線の複線化と青蘭高速道路、蘭海高速道路の完成により、定西は「蘭州の門戸」として地の利が際立ってきている。また2017年には市内を縦断する蘭渝線も全通し、重慶への鉄道ルートが確立した。

### 鉄道
- 中国鉄路総公司
  - 徐蘭旅客専用線
  - 隴海線
  - 蘭渝線

### 道路
- 高速道路
  - 青蘭高速道路
  - 連霍高速道路
  - 蘭海高速道路
  - S2 蘭郎高速道路
  - S14 隴渭高速道路
- 国道
  - G212国道
  - G309国道
  - G312国道
  - G316国道

## 観光
漳県の貴清山、遮陽山、渭源の蓮峰山、首陽山などは国家級、省級の森林公園や通渭温泉などの観光開発が期待される。